# Acilepis
Acilepis je rod glavočika iz potporodice (Vernonioideae) rasprostranjen po Aziji. Oko tridesetak priznatih vrsta, pripada tribusu Vernonieae.

## Vrste
1. Acilepis anaimudica (B.V.Shetty & Vivek.) Kottaim.
2. Acilepis aspera (Buch.-Ham.) H.Rob.
3. Acilepis attenuata (DC.) H.Rob. & Skvarla
4. Acilepis belcheri H.Rob. & Skvarla
5. Acilepis chiangdaoensis (H.Koyama) H.Rob. & Skvarla
6. Acilepis clivorum (Hance) H.Rob.
7. Acilepis dendigulensis (DC.) H.Rob.
8. Acilepis divergens (DC.) H.Rob. & Skvarla
9. Acilepis doichangensis (H.Koyama) H.Rob. & Skvarla
10. Acilepis fysonii (Calder) H.Rob. & Skvarla
11. Acilepis gardneri (Thwaites) H.Rob. & Skvarla
12. Acilepis heynei (Bedd. ex Gamble) H.Rob. & Skvarla
13. Acilepis kerrii (Craib) Bunwong, Chantar. & S.C.Keeley
14. Acilepis kingii (C.B.Clarke) H.Rob. & Skvarla
15. Acilepis lobbii (Hook.f.) H.Rob. & Skvarla
16. Acilepis namnaoensis (H.Koyama) H.Rob. & Skvarla
17. Acilepis nantcianensis (Pamp.) H.Rob.
18. Acilepis nayarii (Uniyal) H.Rob. & Skvarla
19. Acilepis nemoralis (Thwaites) H.Rob. & Skvarla
20. Acilepis ngaoensis (H.Koyama) H.Rob. & Skvarla
21. Acilepis ornata (Talbot) H.Rob. & Skvarla
22. Acilepis peguensis (C.B.Clarke) H.Rob. & Skvarla
23. Acilepis peninsularis (C.B.Clarke) H.Rob. & Skvarla
24. Acilepis pothigaiana (Chellad. & Gopalan) Kottaim.
25. Acilepis principis (Gagnep.) H.Rob. & Skvarla
26. Acilepis pseudosutepensis (H.Koyama) H.Rob. & Skvarla
27. Acilepis pulneyensis (Gamble) Kottaim.
28. Acilepis saligna (DC.) H.Rob.
29. Acilepis scariosa (DC.) H.Rob.
30. Acilepis setigera (Arn.) H.Rob. & Skvarla
31. Acilepis silhetensis (DC.) H.Rob.
32. Acilepis spirei (Gand.) H.Rob.
33. Acilepis squarrosa D.Don
34. Acilepis sutepensis (Kerr) H.Rob. & Skvarla
35. Acilepis thwaitesii (C.B.Clarke) H.Rob. & Skvarla
36. Acilepis tonkinensis (Gagnep.) H.Rob. & Skvarla
37. Acilepis virgata (Gagnep.) H.Rob. & Skvarla